# فادروس
في علم الآثار، تشير فدروس إلى مقبرة نقب عنها في النوبة السفلى بالقرب من مكان كان يُدعى في الماضى حلة فادروس أو قادروس. كانت تقع في منطقة الدبيرة الشرقية. حفر فريق من علماء الآثار من الدنمارك وفنلندا والنرويج والسويد المقبرة في أوائل الستينيات، ومن ثم سميت البعثة بالبعثة الاسكندنافية المشتركة إلى النوبة السودانية. كانت الحفريات جزءًا من برنامج الإنقاذ الدولي حيث غمر بناء سد أسوان هذه المنطقة بعد فترة وجيزة. وتكونت المنطقة من 690 قبراً تتراوح ما بين المدافن التي لا تحتوي على مقابر إلى الكنائس الصغيرة المزخرفة. 
حفرت 680 مقبرة في فادروس يعود تاريخها طيلة الأسرة الثامنة عشر للإمبراطورية المصرية. المدافن هي في الغالب مقابر عمودية بسيطة ذات جسد واحد وبعض السلع الجنائزية. عثر في 128 مقبرة على بقايا توابيت، حيث دفن الناس بالزينة الشخصية، مع معدات المرحاض والأسلحة والعديد من الأواني الفخارية. التركيبات المعدنية التي عثر عليها تنتمي على الأرجح إلى أشياء مصنوعة من مواد عضوية. قد ينتمي الكثير منهما إلى الأثاث.
كانت فادروس في الإمبراطورية المصرية التي احتلها المصريون. من غير المعروف ما إذا كانت المدافن تخص النوبيين أو المصريين. عادات الدفن قريبة من العادات المصرية المعاصرة للأشخاص الذين لا يتمتعون بمكانة اجتماعية عالية.